# 1975年锡金君主制公民投票
1975年4月14日錫金王國舉行廢除君主制的公民投票。此次公投獲得97.55%投票者的同意，該國併入印度成為一個邦。

## 背景
自19世紀起，錫金一直是英屬印度的一個保護國。印度獨立後，於1950年簽訂的條約延續了印度對錫金的保護，印度承擔了通訊、國防和外交事務以及錫金「領土完整」的責任。錫金在內政方面擁有自主權。在1974年4月的大選中，對印度友好的錫金國民大會黨取得勝利。新政府尋求增加公民及政治自由，但遭到卻嘉（國王）帕爾登·頓杜普·納姆加爾的鎮壓。5月，通過錫金政府法案，為責任制政府及與印度更深層的關係做準備。1974年，議會通過了規定該國稱為印度的一個邦的新憲法，此憲法在印度的壓力下由國王簽字。
1974年9月4日，印度人民院投票贊成錫金成為一個「聯繫邦」，联邦院於9月8日投票通過了一項修正案，賦予其與其他印度的邦相同的地位、併入印度聯邦。1974年9月8日，國王呼籲舉行自由公正的公民投票。
1975年3月5日，國大黨再次呼籲融入印度，國王則再次呼籲舉行全民公投。4月9日，印度軍隊進入該國，解除了宮廷衛隊的武裝（殺死其中一人、打傷其他四人），包圍王宮，將國王拘禁於宮中。1975年4月10日，錫金議會在印度總理英迪拉·甘地的支持下，一致投票決定廢除君主制、併入印度，以取得印度的全面的邦的地位。關於此問題的公投定於4月14日舉行。

## 結果
| 選擇                                             | 投票   | %     |
| ------------------------------------------------ | ------ | ----- |
| 贊成                                             | 59,637 | 97.55 |
| 反對                                             | 1,496  | 2.45  |
| 廢票/空白票                                      |        | –     |
| 統計                                             | 61,133 | 100   |
| 登記投票者/投票人數                              | 97,000 | 63    |
| 資料來源：Direct Democracy（页面存档备份，存于） |        |       |

公投的結果受到苏南达·K·达塔-雷的質疑，他認為：「乘坐吉普車至少需要兩天時間，這是最快的交通方式，才能抵達這些難以進入的定居點，在4月11日至15日期間完成投票和計票工作根本不可能。」
錫金國王的支持者們認為70%至80%的投票者是印度外來者。

## 後續
在宣佈結果之後，錫金首相卡齊·倫杜普·多吉透過電報將公投結果告知英迪拉·甘地，要求她「立即做出回應並接受決定」。英迪拉·甘地回應稱，印度政府將在議會引入一項憲法修正案，允許錫金在憲法上成為印度的一部份。
印度議會最終批准了憲法修正案，使錫金於1975年4月26日成為一個邦。1975年5月15日，印度總統法赫魯丁·阿里·艾哈邁德批准了一項憲法修正案，使錫金稱為印度第22個邦，並廢除了錫金王位。

## 反應
中華人民共和國和巴基斯坦聲稱這次公投是一場鬧劇，也是對強行吞併這個國家的掩飾。對此英迪拉·甘地重提西藏及自由克什米爾問題作為回應。錫金國王稱公投是「非法且違憲的」。
考慮到錫金位於重要貿易路線，美國政府認為錫金併入印度具有歷史性和實際必然性。蘇聯儘管一度沉默，但反應是積極的。1978年，甘地的繼任者莫拉爾吉·德賽表達了遺憾並批評吞併錫金，導致了反對他的抗議。